# Gwynllŵg

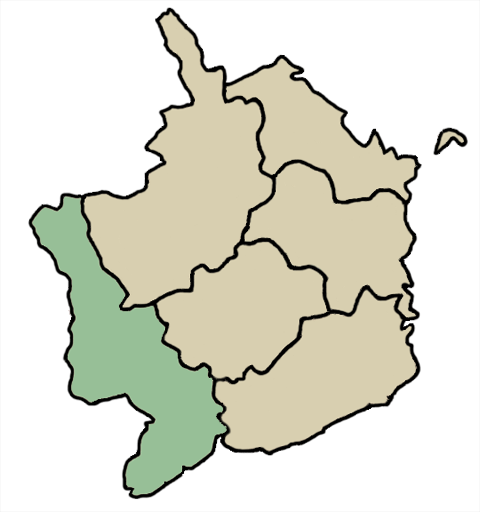
Lage des Hundreds von Wentloog in Monmouthshire

Gwynllŵg war ein kleines walisisches Königreich und Fürstentum.
Es wurde nach Gwynllyw, einem mythischen König des 5. Jahrhunderts benannt. Das Land erstreckte sich in der fruchtbaren Küstenebene im Südosten von Wales zwischen dem River Rhymney und dem River Usk, dazu gehörte das nördlich gelegene unfruchtbare Hügelland des Commote Machen. Gwynllŵg wurde zu einem Cantref des westlich gelegenen Königreichs Morgannwg. Der genaue Ablauf der normannischen Eroberung im 11. Jahrhundert konnte bisher nicht genau geklärt werden. 1081 fiel König Caradog ap Gruffydd von Gwent in der Schlacht von Mynydd Carn gegen König Rhys ap Tewdwr von Deheubarth. Danach wurde das Küstenland vermutlich von dem normannischen Baron Robert Fitzhamon erobert, der bis 1091 auch Iestyn ap Gwrgan aus Morgannwg vertrieb. Caradog ap Gruffydds Sohn Owain Wan konnte nur im Bergland von Machen eine kleine Herrschaft erhalten. Diese, nun Gwynllŵg genannte Region blieb unter lockerer normannischer Oberhoheit. 1135 versuchte Robert of Gloucester, der Lord of Glamorgan, Owain Wans Sohn Morgan ab Owain durch die Übergabe einiger Ländereien um Rumney zu befrieden. Morgan ab Owain eroberte jedoch während des walisischen Aufstands von 1136 Caerleon und Usk Castle, so dass er und sein Bruder Iorwerth bis in die 1170er Jahre auch Lords von Caerleon wurden. Erst Gilbert de Clare, 6. Earl of Hertford und Lord of Glamorgan besetzte um 1270 Machen Castle und vertrieb den letzten walisischen Lord Maredudd ap Gruffudd.
Im Tiefland errichtete Robert Fitzhamon vermutlich gegen Ende des 11. Jahrhunderts Newport Castle, das zum Mittelpunkt der neuen, zu den Welsh Marches gehörenden normannischen Herrschaft wurde. Der walisische Name Gwynllŵg wurde zu Wentloog anglisiert. Wentloog war zwar nominell eine eigene Herrschaft, blieb jedoch bis ins 14. Jahrhundert im Besitz der Lords of Glamorgan. Nach dem Tod von Gilbert de Clare, 7. Earl of Hertford, des letzten männlichen de Clare, fiel Wentloog 1317 an Hugh de Audley, der Gilberts Schwester Margaret geheiratet hatte. Jedoch schon 1318 beanspruchte Hugh le Despenser, der mit Eleanor de Clare ebenfalls eine der Erbinnen der de Clare-Ländereien geheiratet hatte, Wentloog für sich. Erst nach dem Sturz Despensers 1326 fiel Wentloog wieder an de Audley. Nach de Audleys  Tod 1347 fiel Wentloog an Ralph de Stafford, der 1336 seine Tochter und Erbin Margaret geheiratet hatte. Durch die Eingliederung von Wales in England wurde Wentloog 1536 ein Teil von Monmouthshire.